# Festival du film court francophone Un poing c'est court
Le Festival du film court francophone - [Un poing c'est court] est un festival de cinéma international dédié aux courts-métrages, qui a lieu chaque année au mois de janvier depuis 2001 à Vaulx-en-Velin. Il met en avant un cinéma engagé produit par différentes cultures francophones d'Afrique, du Canada, de Belgique, mais aussi d'Europe de l'Est et d'Asie.

## Historique
Un collectif associatif est créé dès 1997 à l'initiative de trois Vaudais, Azzedine Soltani, du cinéma Les Amphis, Laurent Millet, coordinateur de la MJC de Vaulx-en-Velin et François Martorell, cinéaste. Leur projet était de regrouper autour d'un événement cinématographique la population vaudaise qui comptait pas moins de 50 nationalités différentes issues des anciennes colonies françaises, la langue française étant leur lien commun.
La première édition a lieu en 2001.
En 2008, le festival est porté par l'Association du festival du film court francophone de Vaulx-en-Velin. En 2012, le slogan « [Un poing c'est court] » intègre la dénomination du festival afin de réaffirmer la volonté de présenter un cinéma engagé et militant.
La présidente actuelle est Nicole Garnier et Azzedine Soltani en est le directeur artistique.
Le festival s'est installé dans le paysage culturel malgré la présence voisine du Festival du Film Court de Villeurbanne, qui dispose de moyens plus importants. Il s'en distingue par sa thématique, l'engagement et par une diversité cinématographique permise par la francophonie. De 150 films reçus au début, les responsables chargés des sélections doivent visionner aujourd'hui environ 1500 films, venus de 23 pays issus de la francophonie en 2020. Tous les genres sont acceptés, fictions, documentaires, animation, n'excédant pas 30 min.
Outre les collectivités locales, le festival est soutenu notamment par l'Organisation Internationale de la Francophonie.
Après l'édition 2021, la 22e édition est également décalée en raison du contexte sanitaire. Elle s'est tenue du 1er au 09 avril 2022. En 2023, la 23e édition du festival est programmée de nouveau en janvier.

## Lieux
Le festival se déroule principalement au cinéma municipal Les Amphis, mais des projections ont lieu aussi dans la salle Victor Jara, au Centre Social et Culturel Jean et Joséphine Peyri et à la mairie annexe de Vaulx-en-Velin.
Pour marquer la 20e édition en 2020, un festival-off a démarré dès décembre 2019 dans d'autres lieux : le Grrrnd Zero, l'Aquarium ciné-café ou le CCO La Rayonne.

## Programmation
Depuis quelques années, signe de maturité du festival, la grille de programmation varie peu, avec des soirées thématiques au cours desquelles une centaine de films sont présentés.
Les programmes de compétition :
- Samedi, dimanche : 4 programmes en compétition, projetés chacun deux fois, avec une vingtaine de films.
- Toute la semaine : projections à destination des scolaires selon leurs niveaux (4 programmes au total), vote des jurys, rencontres avec des réalisateurs/trices.

Les soirées :
- Vendredi : Cérémonie d'ouverture : une carte blanche est donnée à un invité d'honneur pour établir la programmation de la soirée.
- Lundi : soirée Francophonie : projection-débat avec écrivains, réalisateurs.
- Mardi : soirée Regards animés, dédiée au film d'animation.
- Mercredi : soirée Pays à l'honneur : projection de films suivie d'une table ronde avec présence d'intervenants.
- Jeudi : soirée Courts au Sud : en lien avec le centre social et culturel Peyri, un groupe d'habitants du sud de la ville présente une projection de films de leur choix et accueillent des cinéastes.
- Vendredi : Le Court, de Nuit : 3 programmes de courts-métrages soumis au vote du public à l'issue de la nuit.
- Samedi : Soirée de clôture / Palmarès : remise des prix en présence des réalisateurs et projection de certains films primés.

Autres :
- Atelier d'écriture critique : organisé avec l'Association Dans tous les Sens
- Atelier Spectacle : spectacle en lien avec l'éducation aux images
- Atelier Découverte des métiers du cinéma : organisé avec l’École de la CinéFabrique et la MJC de Vaulx-en-Velin.
- Séance Films d'Ici & d'ailleurs : programme familial, projections de jeunes réalisateurs d’Écoles ou de centres sociaux d'Ici et d'Ailleurs[1]

## Compétitions

### Jurys et prix
6 jurys et deux publics décernent 13 prix :
- jury professionnel : grand prix, prix spécial du jury, prix du meilleur scénario
- jury presse : prix de la presse
- jury Alliance Française : prix de la francophonie
- jury ENSAL et ENTPE : prix des grandes écoles
- jury habitants - adultes : prix des habitants
- jury habitants - jeunes : prix des jeunes
- public scolaire : prix petite enfance, prix enfance, prix collège, prix lycée
- public nocturne : prix du public.

### Palmarès des années 2000
Grand prix du festival
- 2001 : Enfance, de Frédérique Dolphijn ( Belgique)
- 2002 : Walking on the wild side, de Dominique Abel et Fiona Gordon ( Belgique)
- 2003 : Mouka, de Adama Roamba ( Burkina Faso)
- 2004 : Lignes de vie, de Serge Avédikian ( France)
- 2005 : Le droit chemin, de Mathias Gokalp ( France)
- 2006 : Visa, la dictée, de Ibrahim Letaïef ( Tunisie)
- 2007 : Le rouge au sol, de Maxime Giroux ( Québec)
- 2008 : Commerce équitable, de Michael Dreher ( Allemagne)
- 2009 : Bonne nuit, de Valéry Rosier ( Belgique)

### Palmarès des années 2010
Grand prix du festival
- 2010 : Cabossés, de Louise de Prémonville ( France)
- 2011 : Garagouz, de Abdenour Zahzah ( Algérie)
- 2012 : Khouya, de Yanis Koussim ( Algérie)
- 2013 : Rae, de Emmanuelle Nicot ( Belgique)
- 2014 : Avant que de tout perdre, de Xavier Legrand ( France)
- 2015 : Moul Lkelb, de Kamal Lazraq ( Maroc)
- 2016 : Bal de famille, de Stella di Tocco ( Italie)
- 2017 : Le nom que tu portes, de Hervé Demers ( Québec)
- 2018 : Ong Ngoai (Grand-père), de Maximilian Badier-Rosenthal ( France)
- 2019 : Bonobo, de Zoel Aeschbacher ( Suisse)

### Palmarès des années 2020
| Prix de l'édition 2020     | Film                       | Réalisateur(s)           | Pays            |
| -------------------------- | -------------------------- | ------------------------ | --------------- |
| Grand prix                 | Brotherhood                | Meryam Joobeur           | Canada, Tunisie |
| Prix spécial du jury       | Mémorable                  | Bruno Collet             | France          |
| Prix du meilleur scénario  | Beautiful Loser            | Maxime Roy               | France          |
| Prix de la presse          | Brotherhood                | Meryam Joobeur           | Canada, Tunisie |
| Mention spéciale           | 4 fromages Beautiful Loser | David Chausse Maxime Roy | France          |
| Prix de la francophonie    | Mémorable                  | Bruno Collet             | France          |
| Prix des grandes écoles    | Féeroce                    | Fabien Ara               | France          |
| Prix des habitants adultes | Mémorable                  | Bruno Collet             | France          |
| Prix des habitants jeunes  | Brotherhood                | Meryam Joobeur           | Canada, Tunisie |
| Prix du public             | Burqa City                 | Fabrice Bracq            | France          |
| Prix lycée                 | Yasmina                    | Ali Esmili, Claire Cahen | France          |
| Prix collège               | Fuck les gars              | Anthony Coveney          | Québec          |
| Prix enfance               | Portraitiste               | Cyrus Neshvad            | Luxembourg      |
| Prix petite enfance        | Cœur fondant               | Benoît Chieux            | France          |

| Prix de l'édition 2021         | Film                                            | Réalisateur(s)                            | Pays            |
| ------------------------------ | ----------------------------------------------- | ----------------------------------------- | --------------- |
| Grand prix                     | Je dis ça, je dis rien                          | Sanja Milardović                          | Croatie         |
| Prix spécial du jury           | Da Yie                                          | Anthony Nti                               | Belgique        |
| Prix du meilleur scénario      | Sticker                                         | Georgi M. Unkovski                        | Macédoine       |
| Mention spéciale jury pro      | Dream of Kafka                                  | David Babayan                             | Arménie         |
| Prix de la presse              | Ligie                                           | Aline Magrez                              | Belgique        |
| Mentions spéciales jury presse | Sticker Marius                                  | Georgi M. Unkovski Éric Poulet            | Macédoine Maroc |
| Prix de la francophonie        | Da Yie                                          | Anthony Nti                               | Belgique        |
| Prix des grandes écoles        | Partir en poussière                             | Aydin Gürsoy Hüseyin                      | France          |
| Prix des habitants adultes     | Marius                                          | Éric Poulet                               | Maroc           |
| Mention spéciale jury adulte   | Sticker                                         | Georgi M. Unkovski                        | Macédoine       |
| Prix des habitants jeunes      | Camera obscura                                  | Mary-Noëlle Dana, Sonia Sieff             | France          |
| Mention spéciale jury jeune    | This is my night                                | Noaman Yusuf                              | Égypte          |
| Prix lycée                     | #Anita                                          | Félicien Bogaerts, Ilyas Sfar Arnaud Huck | Belgique        |
| Prix collège                   | So long, Parisǃ                                 | Charles Dudoignon-Valade                  | France          |
| Prix enfance                   | Kaolin                                          | Corentin Lemetayer Le Brize               | France          |
| Prix petite enfance            | Un jour exceptionnel                            | Cédrick Spinassou                         | France          |
| Prix du public                 | non décerné en raison des conditions sanitaires |                                           |                 |

| Prix de l'édition 2022                   | Film                | Réalisateur(s)                       | Pays                      |
| ---------------------------------------- | ------------------- | ------------------------------------ | ------------------------- |
| Grand prix                               | Jmar                | Samy Sidali                          | Maroc, France             |
| Prix spécial du jury                     | L'inspection        | Caroline Brami                       | France                    |
| Prix du meilleur scénario                | Les Criminels       | Serhat Karaaslan                     | France, Turquie, Roumanie |
| Prix de la presse                        | Les Criminels       | Serhat Karaaslan                     | France, Turquie, Roumanie |
| Mention spéciale jury presse             | Mamadou             | Jean-Baptiste Joire                  | Sénégal                   |
| Prix de la francophonie                  | Tuk-Tuk             | Mohamed Kheidr                       | Égypte                    |
| Mention spéciale jury Alliance Française | Dorlis              | Enricka MH                           | France                    |
| Prix des grandes écoles                  | Absence             | Marc Héricher                        | France                    |
| Mention spéciale jury grandes écoles     | Tuk-Tuk             | Mohamed Kheidr                       | Égypte                    |
| Prix des habitants adultes               | Absence             | Marc Héricher                        | France                    |
| Mention spéciale jury adulte             | Dorlis              | Enricka MH                           | France                    |
| Prix des habitants jeunes                | Étoile Rouge        | Yohan Manca                          | France                    |
| Mention spéciale jury jeune              | Les Grandes Claques | Annie Saint-Pierre                   | Canada, Québec            |
| Prix du public                           | Confinés dehors     | Julien Goudichaud                    | France                    |
| Prix lycée                               | Hors-Jeu Flagrant   | Sami Tlili                           | Tunisie                   |
| Prix collège                             | A point             | Aurélie Marpeaux                     | France                    |
| Prix enfance                             | Moules-Frites       | Nicolas Hu                           | France                    |
| Prix petite enfance                      | A comme Azur        | Chiara Malta et Sébastien Laudenbach | France                    |

| Prix de l'édition 2023                   | Film                            | Réalisateur(s)                        | Pays                                     |
| ---------------------------------------- | ------------------------------- | ------------------------------------- | ---------------------------------------- |
| Grand prix                               | Warsha                          | Dania Bdeir                           | Liban                                    |
| Prix spécial du jury                     | Diell                           | Rain Nikolla                          | Albanie, France                          |
| Prix du meilleur scénario                | L'autre rive                    | Gaëlle Graton                         | Canada, Québec                           |
| Mentions spéciales jury pro              | Sitos, Kinshasa sur le qui-vive | Florent de La Tullaye                 | République Démocratique du Congo, France |
|                                          | Ka me kalu                      | Flonja Kodheli                        | Belgique                                 |
| Prix de la presse                        | Ma Gueule                       | Grégory Carnoli et Thibaut Wohlafahrt | Belgique                                 |
| Mention spéciale jury presse             | Le pompon                       | David Hourrègue                       | France                                   |
| Prix de la francophonie                  | Ma Gueule                       | Grégory Carnoli et Thibaut Wohlafahrt | Belgique                                 |
| Mention spéciale jury Alliance Française | Warsha                          | Dania Bdeir                           | Liban                                    |
| Prix des grandes écoles                  | Sitos, Kinshasa sur le qui-vive | Florent de La Tullaye                 | République Démocratique du Congo, France |
| Mention spéciale jury grandes écoles     | Warsha                          | Dania Bdeir                           | Liban                                    |
| Prix des habitants adultes               | Ma Gueule                       | Grégory Carnoli et Thibaut Wohlafahrt | Belgique                                 |
| Mention spéciale jury adulte             | Le Temple                       | Alain Fournier                        | Canada, Québec                           |
| Prix des habitants jeunes                | Le Temple                       | Alain Fournier                        | Canada, Québec                           |
| Mention spéciale jury jeune              | Le pompon                       | David Hourrègue                       | France                                   |
| Prix du public                           | Mazel Brouk                     | Hanael                                | France                                   |
| Prix lycée                               | La valise rouge                 | Cyrus Neshvad                         | Luxembourg                               |
| Prix collège                             | A.O.C.                          | Samy Sidali                           | France                                   |
| Prix enfance                             | Des tresses                     | Leïla Macaire                         | France                                   |
| Prix petite enfance                      | Monsieur Lucien                 | Robin Barrière                        | France                                   |

## Fréquentation
En accord avec le projet initial de créer des liens sociaux sur le territoire vaudois, un accueil conséquent est fait en direction du public scolaire : 3500 élèves de la maternelle au lycée se déplacent au festival, sur un total de 5000 entrées. La volonté de mixité sociale se reflète aussi dans la diversité des jurys.

## Personnalités invitées

### Cartes blanches
- 2007 : Dominique Pinon
- 2008 : Lionel Abelanski
- 2009 : Mehdi Charef
- 2010 : Judith Magre
- 2011 : Carte blanche au Festival du Film Court de Villeurbanne
- 2012 : Christophe Monier
- 2013 : Festival International du Court Métrage de Douala ( Cameroun)
- 2014 : Johan Libéreau (France)
- 2015 : Moussa Touré ( Sénégal)
- 2016 : Salim Kechiouche (France)
- 2017 : Ibrahim Letaïef ( Tunisie)
- 2018 : Michel Ocelot (France)
- 2019 : Sabrina Seyvecou (France)
- 2020 : Gaël Morel (France)
- 2021 : François Bégaudeau (France) [initialement prévu]
- 2022 : Hakim Zouhani (France)
- 2023 : Philippe Faucon (France)

### Pays mis à l'honneur
- 2004 : "La Francophonie dans les îles" :  Madagascar,  Mayotte,  La Réunion,  Haïti et  Île Maurice

- 2005 : "Films du Maghreb" :  Algérie,  Maroc et  Tunisie, avec Abdelmadjid Kaouah
- 2006 :  Québec, avec Jean-Claude Charvoz (Directeur de l'Institut Supérieur de Recherches et d’Études Francophones)
- 2007 :  Vietnam
- 2008 :  Belgique
- 2009 :  Maroc
- 2010 : Îles de l'Océan Indien :  Madagascar,  Île Maurice,  La Réunion
- 2011 : Afrique de l'Ouest :  Burkina Faso,  Cameroun,  Bénin,  Mali,  Côte d'Ivoire
- 2012 :  Roumanie
- 2013 :  Algérie
- 2014 :  Liban, avec Sabah Haider (réalisatrice) et Abdallah Naaman (conseiller culturel à l'ambassade du Liban)
- 2015 :  Tunisie[8], avec Nejma Zeghidi (réalisatrice), Abdallah Chamekh (réalisateur)
- 2016 :  Arménie, avec Lévon Minasian (réalisateur), Grant Vardanyan (réalisateur)
- 2017 :  Mauritanie et  Mali, avec Lemine Ould M. Salem (journaliste), Mamadou Papou Cissé (réalisateur)
- 2018 :  Haïti, avec Jean-Yves Loude (écrivain), Marc Henry Valmond (réalisateur)
- 2019 :  Roumanie, avec Ioana Uricaru (réalisatrice), Bogdan Stamatin (réalisateur)
- 2020 : le continent africain (Africa 2020), avec El Maraashly May (réalisatrice –  Égypte), Marie-Clémentine Dusabejambo (réalisatrice –  Rwanda), Michel Kuate (réalisateur -  Cameroun), Alex Moussa Sawadogo (directeur artistique –  Burkina Faso), Michel Amarger (réalisateur français et journaliste spécialiste du cinéma africain)
- 2021 :  Argentine, avec Cédric Lépine (journaliste et critique), Gaston Ré (comédien) et Philippine Sellam (réalisatrice).
- 2022 :  Rwanda, avec Mutiganda Wa Nkunda (réalisateur) et Pierre Barrot (chargé de l'audiovisuel à l'Organisation Internationale de la Francophonie)
- 2023 :  Égypte, avec Yousry Nasrallah (réalisateur), Stephanie Amin (chercheuse indépendante) et Thomas Richard (docteur en sciences politiques et cinéma, spécialisé sur le Moyen-Orient)